# Hodos holtág
A Hodos holtág Nagyhódos és Kishódos között található holtág. A Túr szabályozása előtt annak bal oldali mellékfolyója volt Hodos-patak néven

## Neve
A Hodos-patak a vízében egykor élő hódokról kapta a nevét.

## Futása
A Túrnak egy ága a szárazberki határban kiszakadva, Garbolc alatt elmenve, Nagyhódost, Kishódost érintve, a sonkádi malomnál ismét a Túrba megy.

## Szabályozása
A Túrnak 1928-1929 évi szabályozása a Hodosnak is szabályozása volt. Ahol a Túr ma Magyarország területére lép, az a régi Hodos medrében volt. Mindössze két "hosszabb" szakasz - 1.) a Nagyhódos és Kishódos községek között tervezett 2100 méter hosszú átvágás és kb. 2000 méternyi; 2.) az Új-Túr - báró Kende Zsigmond-csatorna, 11,5 km - ami Hodos kívüli mederben van. A jelenlegi Hodos holtág a Nagy- és Kishódos közötti, 2000 méternyi szakasz. (Kishódos a Hodos holtág kiindulópontja.)

## Múltjából
1909. máj. 30.: Hajdú Péter kishódosi református lelkész pünkösd első napján a községben folyó Hodos-patakba ment fürödni. Az ifjú lelkész a hideg patakban szívgörcsöt kapott s alámerült - a lelkész halva került ki a Hodosból.